# Obra matemática de Karl Marx

Karl Marx

Los manuscritos matemáticos de Karl Marx consisten principalmente en los intentos de Karl Marx de comprender los fundamentos del cálculo infinitesimal, de alrededor de 1873-1883. Una edición rusa editada por Sofya Yanovskaya finalmente se publicó en 1968, y una traducción al inglés se publicó en 1983.
Según Hubert C. Kennedy, Marx "[...] parece no haber sido consciente de los avances realizados por los matemáticos continentales en los fundamentos del cálculo diferencial, incluido el trabajo de Cauchy". En el mismo texto, Kennedy dice: "Si bien el análisis de Marx de la derivada y el diferencial no tuvo un efecto inmediato en el desarrollo histórico de las matemáticas, la afirmación de Engels de que Marx hizo [descubrimientos independientes] está ciertamente justificada. La definición operativa de Marx del diferencial previsto en el desarrollo del siglo XX en matemáticas, y hay otro aspecto del diferencial, que parece haber sido visto por Marx, que se ha convertido en una parte estándar de los libros de texto modernos: el concepto del diferencial como la parte principal de un incremento", lo que implica que la comprensión e interpretación del cálculo por parte de Marx estaba lejos de ser miope. Esto puede haber contribuido a un interés en el análisis no estándar entre los matemáticos chinos.

## Historia
Karl Marx nace en el Reino de Prusia, parte de la actual Alemania, en plena monarquía, en el seno de una familia judía de clase media acomodada y con amplios intereses intelectuales, la que pudo proporcionarle el acceso a la formación universitaria. Su situación le permite ser testigo del gran cambio social que llevará a la formación de las nuevas clases sociales y de un nuevo modelo de producción. 

Karl Marx es conocido como filósofo, humanista, intelectual, como pensador revolucionario. Son famosos sus estudios económicos y sociológicos, es sabido que era un visionario: predijo antes que nadie la existencia de ciclos económicos; algo de lo que hoy todos hemos oído hablar a menudo, en un periodo en que la Revolución Industrial no había hecho nada más que empezar. Sin embargo, poco se sabe sobre su gran afición por las matemáticas, ni de la existencia de sus estudios y tratados matemáticos. Según su yerno Paul Lafargue: 
"Marx tenía otra manera notable de relajarse intelectualmente: las matemáticas, por las que tenía una afición especial. El álgebra le proporcionó incluso consuelo moral y se refugió en los momentos más angustiosos de su agitada vida. Durante la última enfermedad de su esposa no pudo dedicarse a su habitual trabajo científico y la única manera de liberarse de la opresión causada por sus sufrimientos fue sumergirse en las matemáticas. Durante esa época de sufrimiento moral escribió una obra sobre cálculo infinitesimal que, según la opinión de los expertos, es de gran valor científico y será publicada en sus obras completas. Vio en las matemáticas superiores la forma más lógica y al mismo tiempo más simple de movimiento dialéctico. Sostenía la opinión de que la ciencia no se desarrolla realmente hasta que aprende a utilizar las matemáticas".
Marx dedicó toda su vida al estudio de los fenómenos sociales, y quiso hacerlo con tal rigor que terminó entregado al estudio y uso exclusivo de las matemáticas. No existe ninguna edición de sus papeles matemáticos que nos permita saber hasta donde llegó, todo lo que se sabe de su obra matemática nos ha llegado gracias a las numerosas cartas publicadas que intercambiaba mayoritariamente con Engels y con otros pensadores de la época. De hecho, Karl Marx no publicó en vida más que artículos periodísticos. Incluso su gran obra, El capital, fue publicada por Engels años después de su muerte.

## Origen de su pensamiento

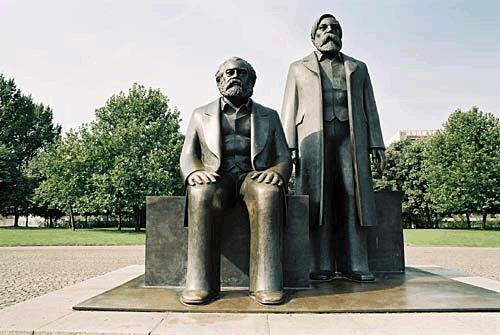
Estatua de Marx y Engels en Berlín

Marx comienza a estudiar filosofía en Berlín, donde conoce el que será su íntimo amigo de por vida, Engels, y coincidiendo con la muerte de Hegel, lo que provoca que durante este periodo todas las conversaciones de los universitarios se centren en sus ideas. La más significativa es la del concepto de "dialéctica". 
La dialéctica es un proceso mediante el cual, al oponerse una tesis o realidad (concepciones, tradiciones, ideas, etc.) y una antítesis (problemas, contradicciones, etc.) surge una realidad nueva, llamada síntesis de las anteriores. Esto conlleva una transformación de la realidad a la vez que una forma nueva de entenderla. 

## Desarrollo de su pensamiento
Marx aplica este concepto filosófico a la realidad social y a la historia, como método sistemático para observar y entender las transformaciones sociales.
Además, entiende este proceso como un proceso dialéctico. Es decir, cree que el ser humano (agente) y la naturaleza (paciente) se modifican mutuamente hasta llegar a la estructura social del momento; cree que se determinan sucesivamente el uno al otro. 
A partir de estas ideas, junto con Engels, desarrolla el materialismo histórico. Su objetivo es investigar, analizar, entender y predecir la realidad sin presupuestos ni prejuicios ideológicos, es decir, busca desarrollar un método empírico para analizar la realidad. Quieren analizar el capitalismo teniendo en cuenta su carácter histórico y transitorio, y no como algo estático o producto de una evolución natural. El materialismo histórico apoya en los datos, resultados y avances de la ciencia. En este punto Marx comienza a interesarse, ya no solo por la economía como herramienta, sino cada vez más por las matemáticas como herramienta necesaria para interpretar la realidad económica, política y social.

## Inicio de su viaje matemático
Como se ha dicho ya previamente, lo que Marx busca es analizar la realidad social teniendo en cuenta su constante desarrollo y evolución, en su auto-movimiento. Y precisamente por eso se centra en el estudio del cálculo infinitesimal. 

### Definición e historia
El cálculo es un método o sistema de cuantificación guiado por la manipulación simbólica de las expresiones. La relación existente entre los símbolos depende de los conectores lógicos utilizados, siempre enmarcados dentro del método. 
La palabra infinitesimal designa una cantidad infinitamente pequeña. La definición del concepto infinitesimal ha sido una discusión recurrente en la historia, desde la teoría de los indivisibles de Cavalieri, pasando por Newton y Leibniz, hasta los conceptos topológicos actuales. 
El cálculo infinitesimal incluye el estudio de los límites, las derivadas, las integrales y las series finitas. Por lo tanto, constituye gran parte de las matemáticas modernas, construyendo esta gran torre epistemológica. 
El cálculo infinitesimal es el estudio del cambio y, por tanto, tiene muchas aplicaciones; es la herramienta con la que se pueden resolver problemas que el álgebra, por sí sola, no puede. 
Las matemáticas, antes del cálculo diferencial e integral, eran matemáticas que trabajaban con entes fijos en el espacio, en los que no existía el tiempo. Tales "modelos" matemáticos solo podían describir varios sistemas que se suponían muy poco variables en el tiempo. 
El cálculo diferencial e integral nacen consecuencia de la voluntad de describir sistemas que evolucionan en el tiempo; por tanto, esta nueva matemática "avanzada" tenía que romper con el viejo esquema de la lógica formal, en el que esta quedaría reemplazada por una nueva filosofía, es decir, una filosofía de acuerdo con los cambios del tiempo, una nueva lógica, la lógica del movimiento, es decir, el materialismo dialéctico. 

### La derivada

Derivada de una función

La derivada tiene la característica de ser una variación instantánea, al ser una sucesión de cocientes de intervalos cada vez más pequeños (proceso de paso al límite), en la que el numerador representa la variación de la función y el denominador representa la variación de la variable independiente. 
El misticismo del cálculo
Su obsesión principal era entender el funcionamiento del capitalismo y, por ello, estudió los problemas de circulación del capital que se producen en el sistema capitalista, y la función de las letras de cambio en las contabilidades de los estados. Para profundizar en estos temas recurre al estudio de la aritmética comercial, pero se encuentra ante el mismo problema: necesita analizar los fenómenos económicos y sociales en su propia evolución. Así que trata de aplicar el método del cálculo infinitesimal, pero en profundizar, descubre algo que el trastorna: el misterio que rodeaba el cálculo infinitesimal. Acababa de nacer en su interior una nueva obsesión, un nuevo reto: eliminar este velo de misterio. Para demostrar que la dialéctica materialista era una realidad, una ley, debía cumplir las propiedades de las ciencias exactas, tenía que eliminar este obstáculo y resolver el misterio. 

 Carta de Engels a Marx: 
 "Al introducir las magnitudes variables y en extender su variabilidad hasta lo infinitamente pequeño y lo infinitamente grande, las matemáticas, de costumbres habitualmente Morigerati, han cometido un pecado: han comido el fruto del árbol del conocimiento, que los ha abierto el camino de los resultados más gigantescos, pero también el de los errores. Adiós al estado virginal de validez absoluta, de irrefutable demostración en que se encontraba todo lo que era matemático; se inauguró el reino de las controversias, y ahora hemos llegado al punto en que la mayoría de las personas utilizan el cálculo diferencial o integral no para que entiendan lo que hacen, sino por fe ciega, porque hasta ahora los resultados son siempre justos." 
 Comienza a estudiar de manera autónoma, recorre los mejores manuales de la época para conseguirlo. Comienza por el método de Newton, que acaba descartando por ser demasiado complejas las resoluciones, pasa por el método de Leibniz, coge ideas de D'Alembert y Lacroix, hasta teoremas de Mac Laurin, Lagrange, etc. Después de haber reunido y comentado tanta información, Marx comienza a elaborar su propio método. 
Sin embargo, no existe ninguna obra editada que recopile todos sus escritos. Se sabe que el gobierno ruso conserva miles de sus manuscritos matemáticos, pero que, hoy por hoy, no son editables. 

## Obra matemática de Marx

### Ideas

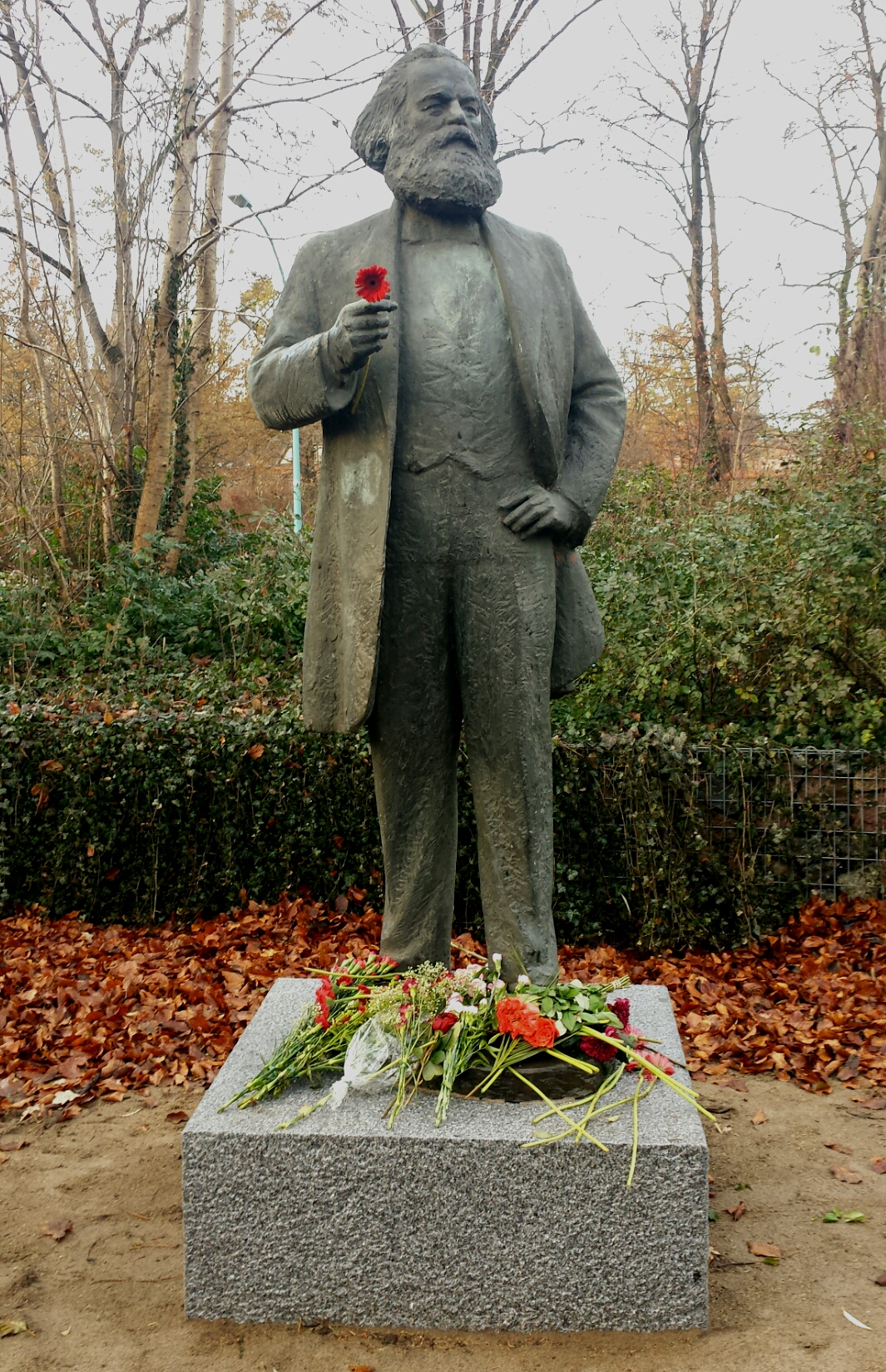
Estatua de Karl Marx en Neubrandenburg, Alemania

- Empiezan a aparecer con más frecuencia las nociones de función y la de {\displaystyle dx/dy} en sustitución del {\displaystyle 0/0}.
- Propone un proceso de diferenciación "algebraica" para ciertos tipos de funciones.
- Busca un proceso "real" para encontrar la función derivada: quiere encontrar un algoritmo que permita saber si, para una función determinada, hay una derivada y en este caso, como encontrarla.
- El límite no tiene una resolución algorítmica, por lo que observa que muchos problemas solo admiten soluciones para algunos tipos de funciones.
- Las funciones que más interesan a Marx, como es coherente con sus intereses, son las analíticas, es decir, funciones desarrollables en series completas, las que presenta como objeto de diferenciación algebraica.
- Marx ya plantea problemas como los diferentes sentidos de una función: "procedentes de x" o "yendo hacia ax", insiste especialmente en cómo se debe representar el cambio de variables, y en qué consiste la dialéctica de este cambio.
- Dado que en la realidad solo se puede fijar cada valor de forma aproximada, las hipótesis necesarias sobre las que se sustenta el cálculo diferencial deberían permitir encontrar la expresión de {\displaystyle f'(x)}de una determinada función {\displaystyle f(x)}, sin utilizar ninguna información sobre el valor exacto de cualquier variable, es decir, tan solo a partir de la expresión de {\displaystyle f(x)}.
- Sostiene que no todos los cambios se pueden generalizar con la adición de un incremento cualquiera. En cambio, cree que cuando se evaluará el resultado de un cambio ya efectuado, sí podemos hablar de incremento.
- Marx quería llegar a resolver funciones de gran dimensión, las que se necesitan para explicar los fenómenos sociales, pero era consciente de la limitación del cálculo. Esto deja entrever una pequeña aproximación a las dimensiones fractales y la teoría del caos por parte de Marx.

Marx sobre las variaciones de las variables: 
 "Aunque en {\displaystyle x+\Delta x} esté tan indeterminada en {\displaystyle x} magnitud como la propia variable indeterminada, de todos modos {\displaystyle \Delta x} está indeterminada como magnitud concreta diferente de {\displaystyle x}, del mismo modo que un feto hace con su madre desde el momento en que está encinta". 
 Para Marx, el auténtico secreto del cálculo diferencial consiste en que, para definir el valor de la función derivada del punto x (en el que existe la derivada) no basta con salir al entorno de este punto x 1, y crear la relación incremental vista anteriormente, es decir {\textstyle f(x_{1})-f(x)/x_{1}-x}, sino que hay que retroceder al punto x, pero indirectamente: 
Volviendo a él, pero, indirectamente y de una forma un poco particular, unida a la definición concreta de la función {\displaystyle f(x)}, en la medida en que la simple suposición {\displaystyle x=x}1 en la expresión {\textstyle f(x_{1})-f(x)/x_{1}-x} la convierte en {\displaystyle {\frac {f(x_{1})-f(x_{1})}{x_{1}-x}}}, es decir, en un absurdo. De hecho, en varios escritos, sustituye la noción de "límite" por "expresión absolutamente mínima". Marx no rechazaba todos los métodos de cálculo, pero sostenía que tenía que explicar el "secreto de su éxito" para poder considerarlo como conocimiento racional.

### El dilema universal del cálculo infinitesimal
A Marx, le obsesionó tanto el misticismo que había acompañado siempre al cálculo que dedicó parte de sus últimos años a escribir sobre la historia del cálculo infinitesimal e identificar sus períodos fundamentales. Al igual que el resto de sus estudios matemáticos, nunca se llegó a editar su obra, pero se conservan varios borradores, gracias a los cuales sabemos que lo distinguía en tres etapas fundamentales: 
1. El cálculo diferencial místico de Newton y Leibniz
2. El cálculo diferencial racional de Euler y D'Alembert
3. El cálculo puramente algebraico de Lagrange

1. En las teorías de Newton y Leibniz no se veían raíces algebraicas, procedían a partir de sus fórmulas operativas sin explicarlas, lo que provocaba que su método, el nuevo cálculo infinitesimal, pareciera un procedimiento independiente del álgebra. Un método con ciertas raíces misteriosas o metafísicas, que llevaban a resultados metafísicos y, por eso mismo, no genuinamente matemáticos. Incluso ellos mismos creían que su cálculo era algo misteriosa. Creían que habían descubierto un cálculo que les ofrecía resultados correctos con métodos errados. Marx creía que habían engañado a sí mismos. 
2. Para él, el cálculo diferencial racional de D'Alembert y Euler aparece como la etapa siguiente en el desarrollo. Llega al mismo punto del que partían Newton y Leibniz, pero llega como resultado de un desarrollo, como un estadio final consecuencia de un desarrollo algebraico. D'Alembert considera la aportación de la h como la "operación matemática justa". Y procede con el conocido "paso al límite" desde donde llega así a la derivada {\displaystyle dx/dy}. Marx afirma, sin embargo, que en este proceso aún no aparece la auténtica dialéctica.
Este "paso al límite" iba precedido del desarrollo de la expresión {\displaystyle f(x+h)} en serie a partir de las potencias enteras de h, y en primer grado encontramos {\displaystyle f'(x)}. Por lo cual, el problema consistía en librar la expresión {\displaystyle f'(x)} de las h's.
Marx no cree que este proceso sea dialéctico, ya que el coeficiente real desconocido se genera bajo la forma acabada de un teorema sobre el binomio. Considera que la h es un lujo del que "hay que desembarcar" para hacer auténtica dialéctica.
3. Los resultados anteriores llevaron Lagrange a desarrollar su teoría. Pretendía deshacerse de este "lastre" y quiso describir el cálculo de forma puramente algebraica. Su teoría se desarrolló a partir de las aproximaciones de la derivada por polinomios que Taylor había desarrollado en sus series, y de las teorías de MacLaurin. Marx creyó que las nuevas teorías de Taylor y Maclaurin eran las herramientas que permitían completar el cálculo infinitesimal, ya que establecían una relación entre la "vieja mística" y la nueva definición algebraica, pero pronto se dio cuenta de que las teorías algebraicas no estaban definidas en "general". Lagrange había intentado generalizar para cualquier f la expresión {\displaystyle f(x+h)=f(x)+ph+ph^{2}} ... p, q, r ..., y sostenía que p, q y r eran nuevas funciones de x independientes de h, y "generadas" por {\displaystyle f(x)}. A pesar de todo esto, como es sabido, esta fórmula nunca fue demostrada, ya que todavía no había herramientas suficientes para revestir el cálculo infinitesimal.
Para Marx, el método de Lagrange es la "algebratización" de la fórmula obtenida por Taylor como conclusión del método de Newton y Leibniz corregido por D'Alembert. Pensaba, por tanto, que los unos sin los otros no podrían haber existido. Por lo tanto, cree que se ofrece el ejemplo de un caso que debe ser la aplicación de los métodos del materialismo dialéctico a una ciencia como la historia de las matemáticas.

## Las matemáticas y el materialismo
La concepción marxista de la realidad, el materialismo dialéctico, trata de explicar los diferentes fenómenos de las ciencias naturales o sociales como procesos dinámicos sometidos a contradicciones y tensiones que se acumulan y estallan de manera brusca y dan lugar a nuevos procesos. 
Por el contrario, hasta las más teóricas de las ciencias, las matemáticas, son una abstracción proveniente de la generalización de la experiencia humana durante generaciones. En las mismas matemáticas, la acumulación de conocimiento ha provocado un enorme salto adelante, con la unión de la geometría fractal y la teoría del caos en los años ochenta, abriéndose las puertas a un mundo aún sin explorar, que confirma brillantemente el materialismo dialéctico. 
Marx fue un visionario y un adelantado a su tiempo en muchos sentidos, pero poco se sabe de él hoy en día, más que por su carácter revolucionario, y para dar nombre al corriente marxista, del cual de hecho se lo desvincula años después de su muerte. Prueba de su mente visionaria es que, hoy en día, la economía más rigurosa estudia mediante múltiples y diversos modelos matemáticos, que tratan de modelizar, valga la redundancia, la realidad socioeconómica. Y eso es algo en lo que, hasta entonces, nadie había pensando ni osado intentar. Sin embargo, Marx, no corto de ambición, se sumergió de lleno en el mundo de las matemáticas, plenamente convencido de la posibilidad de analizar la realidad social con el máximo rigor posible, mediante las ciencias exactas, y tratando realmente de crear un método con el que poder describirla y prever sus cambios y derivas. 